# Deu ci sia
Deu ci sia è un cortometraggio realizzato nel 2011 da Gianluigi Tarditi che ne firma anche la musica.
Il corto racconta la pratica dell'eutanasia così come si praticava fino ai primi decenni (l'ultima testimonianza risalirebbe al 1929) del XIV secolo in Sardegna.

## Trama
Obrai e suo figlio Bore stanno lavorando alla costruzione di un muretto a secco quando il vecchio si accascia al suolo, apparentemente vittima della stanchezza. Il figlio lo porta a casa caricandolo sulle proprie spalle. L'anziano genitore si aggrava rapidamente perdendo le forze e la voce e rimanendo immobile a letto, seppur rendendosi conto di quello che gli sta accadendo.
Il prete somministra l'estrema unzione a Obrai ma nel frattempo il figlio Bore è andato a chiedere l'intervento dell'agabbadora che porrà fine alle sofferenze del malato con un rito religioso e con un colpo mortale all'osso parietale inferto con una specie di martello di olivastro.

## Riconoscimenti
- 2011 - Globo d'oro
  - Migliore cortometraggio